# Vilory
Vilory ist eine französische Gemeinde im Département Haute-Saône in der Region Bourgogne-Franche-Comté.

## Geographie
Vilory liegt auf einer Höhe von 270 m über dem Meeresspiegel, etwa 13 km nordnordöstlich der Stadt Vesoul (Luftlinie). Das Dorf erstreckt sich im zentralen Teil des Départements, im Nordwesten des Beckens von Saulx, an einem leicht nach Südosten geneigten Hang über dem Tälchen des Ruisseau de Bâtard.
Die Fläche des 4,15 km² großen Gemeindegebiets umfasst einen Abschnitt im Bereich des Beckens von Saulx. Der südliche Teil des Gebietes wird von der Talmulde des Ruisseau de Bâtard eingenommen, der für die Entwässerung nach Südosten zum Durgeon sorgt. Nördlich an die Talmulde schließt der sanft geneigte Hang von Vilory an, der überwiegend landwirtschaftlich genutzt wird. Weiter nach Norden erstreckt sich das Gemeindeareal in die Waldungen des Bois de Vellefrie und des Bois de Vilory. Mit 395 m wird auf der Waldhöhe des Homme Dessus die höchste Erhebung von Vilory erreicht. In geologisch-tektonischer Hinsicht besteht das Gelände aus einer Wechsellagerung von sandig-mergeligen und kalkigen Sedimenten, die während der Lias (Unterjura) abgelagert wurden. An einigen Orten tritt auch Muschelkalk aus der mittleren Trias zutage.
Nachbargemeinden von Vilory sind Neurey-en-Vaux im Norden, La Villeneuve-Bellenoye-et-la-Maize im Osten, Vellefrie im Süden sowie Varogne im Westen.

## Geschichte
Überreste eines römischen Verkehrsweges, der von Luxeuil nach Langres führte, weisen auf eine frühe Begehung des Gebietes hin. Im Mittelalter gehörte Vilory zur Freigrafschaft Burgund und darin zum Gebiet des Bailliage d’Amont. Die lokale Herrschaft hatten die Herren von Villeneuve inne. Zusammen mit der Franche-Comté gelangte das Dorf mit dem Frieden von Nimwegen 1678 definitiv an Frankreich. Im Jahr 1714 erhielten die Bewohner gewisse Freiheitsrechte zugesprochen.

## Sehenswürdigkeiten
Die Mairie (Rathaus) ist mit einem kleinen Glockenturm ausgestattet. Vilory besitzt ein überdachtes Lavoir aus dem 19. Jahrhundert, das einst als Waschhaus und Viehtränke diente.

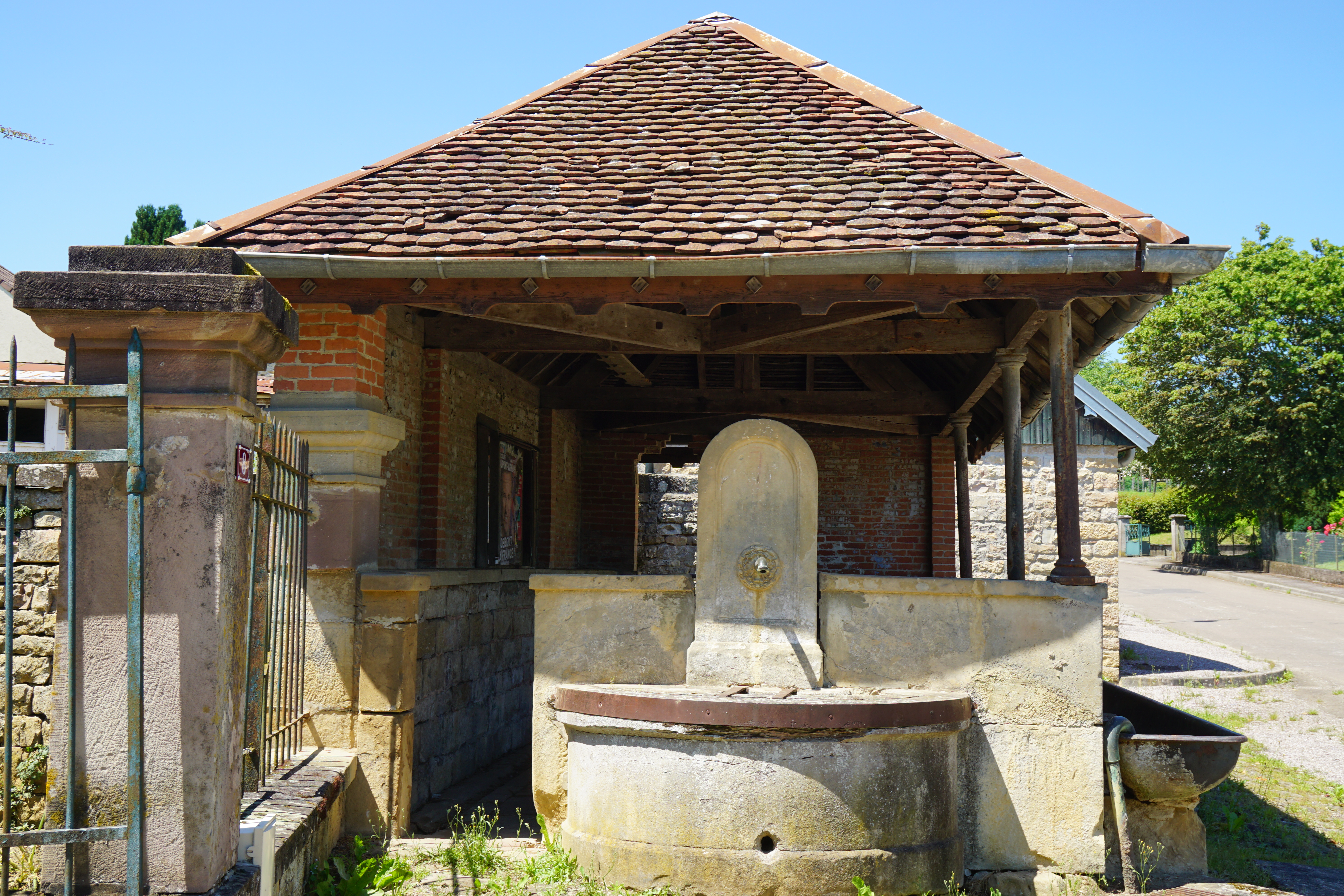
Lavoir
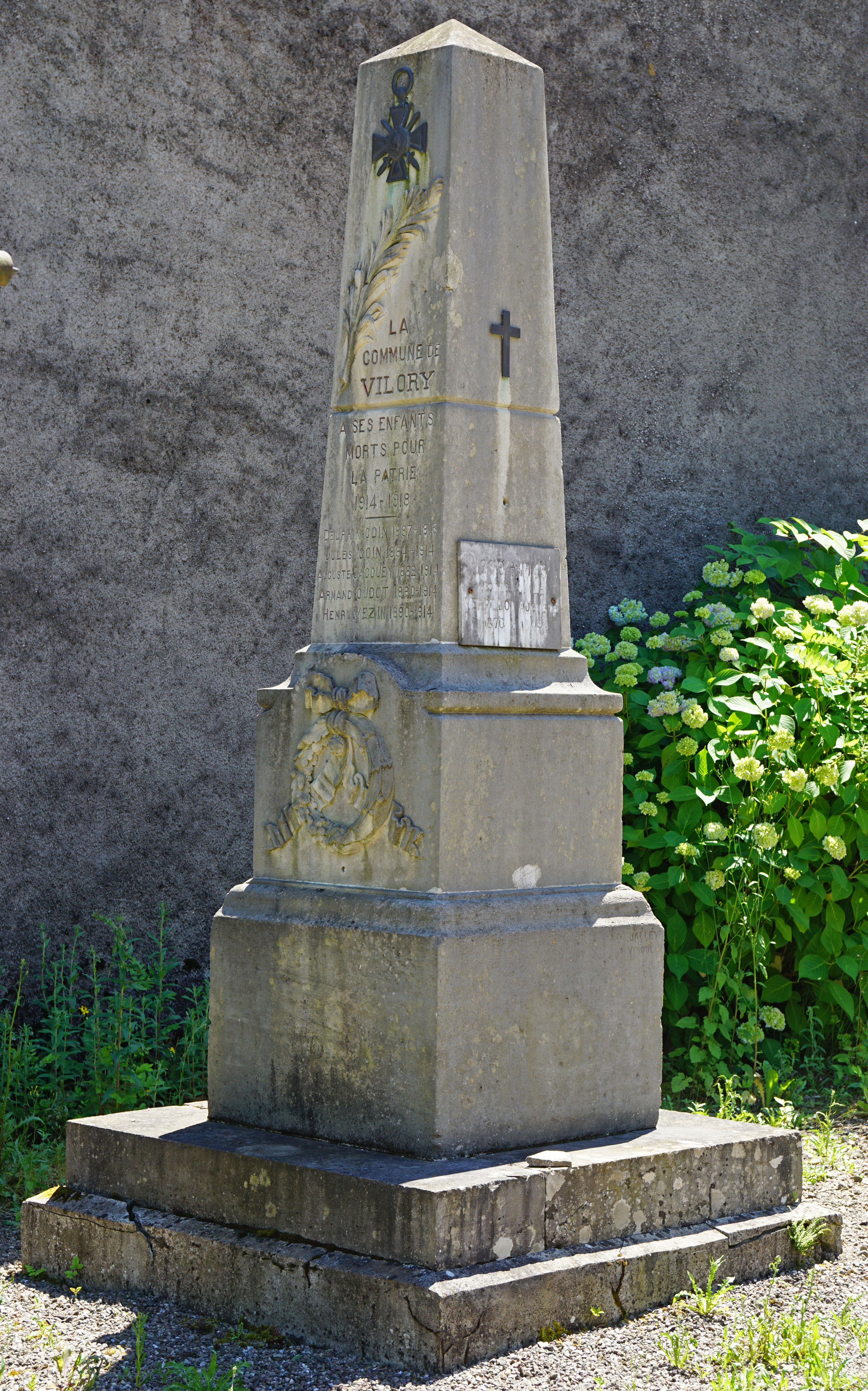
Kriegerdenkmal
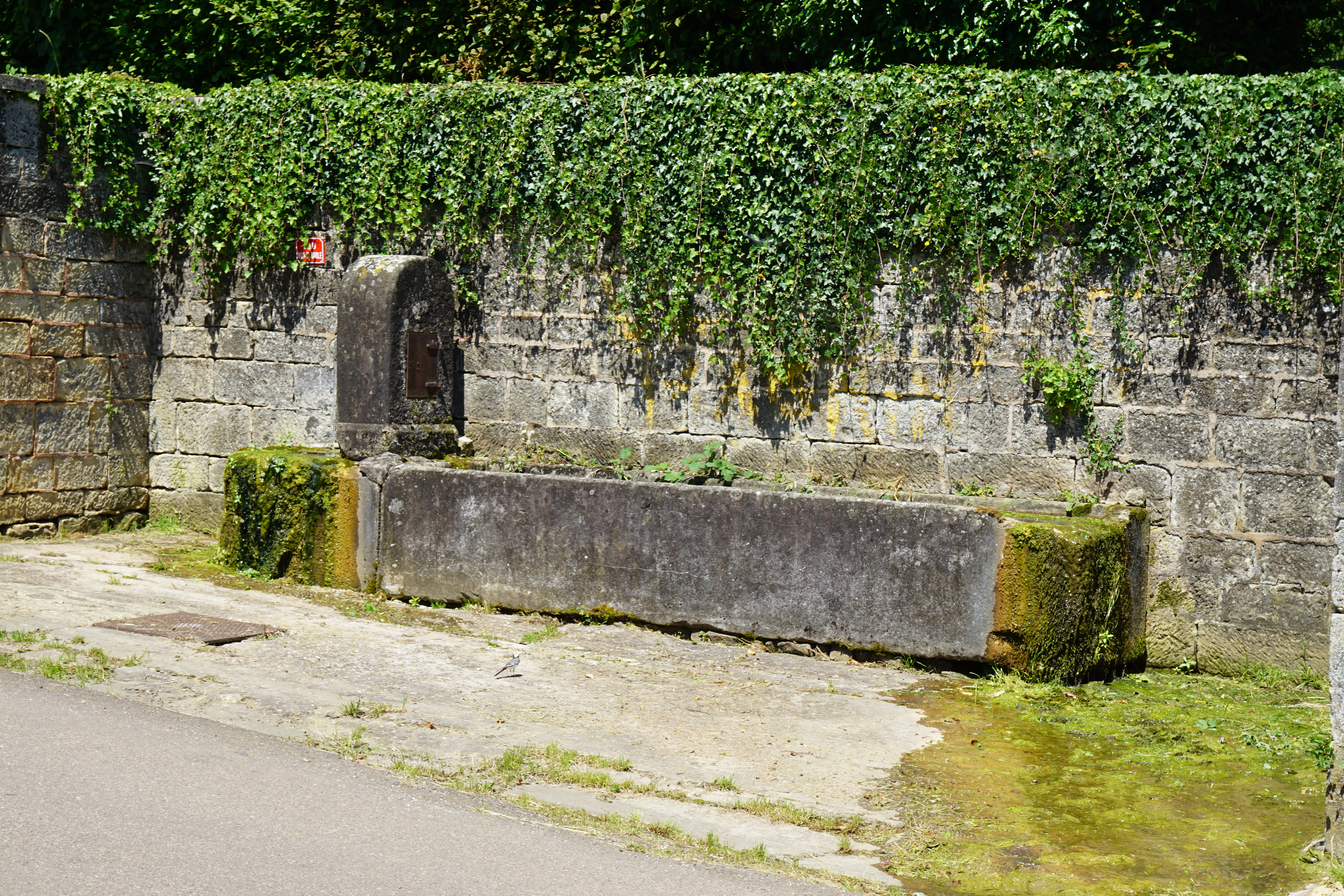
Brunnen
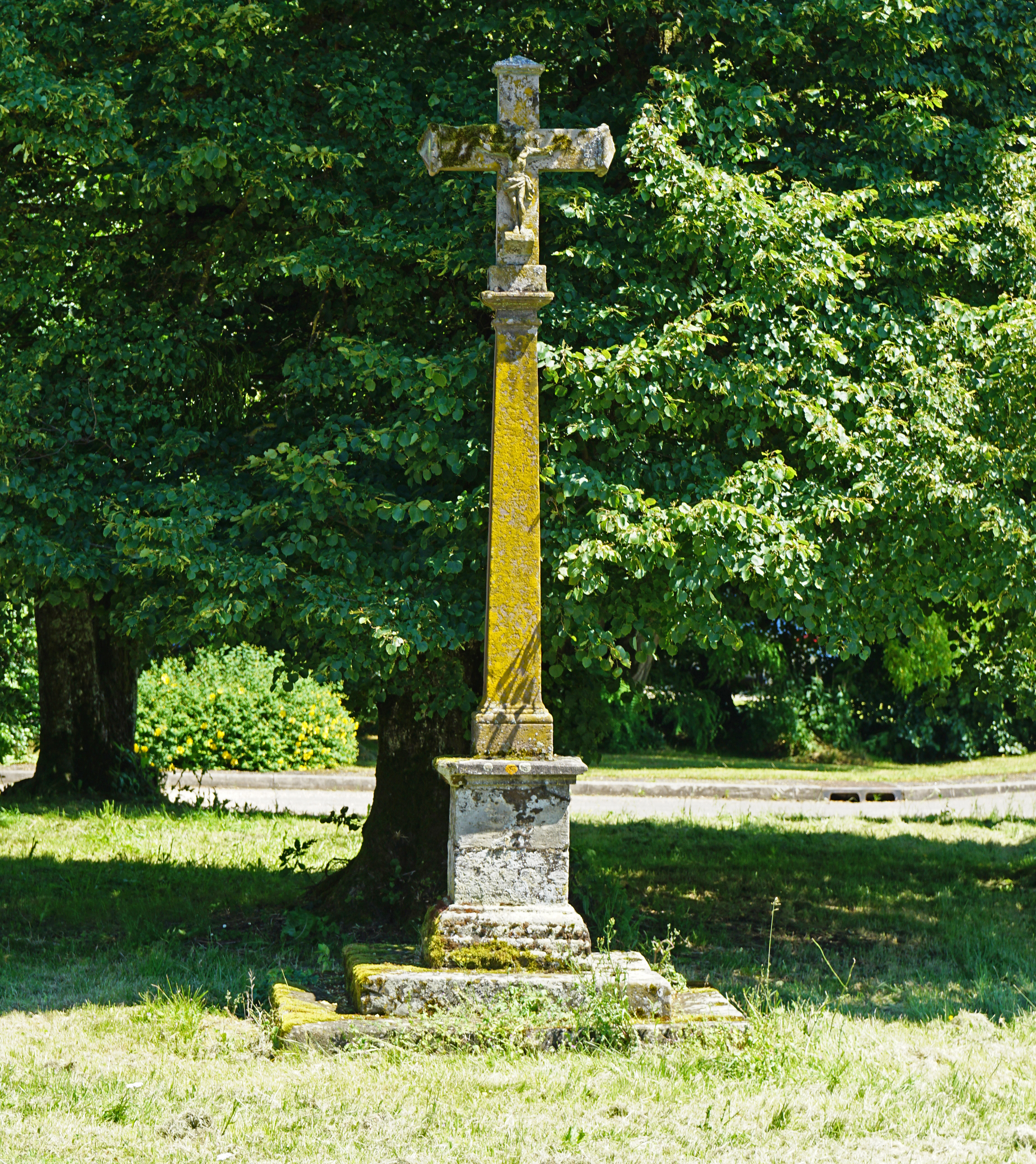
Calvaire

## Bevölkerung
| Jahr                       | 1962 | 1968 | 1975 | 1982 | 1990 | 1999 | 2006 |
| Einwohner                  | 49   | 53   | 55   | 56   | 89   | 95   | 91   |
| Quellen: Cassini und INSEE |      |      |      |      |      |      |      |

Mit 68 Einwohnern (1. Januar 2022) gehört Vilory zu den kleinsten Gemeinden des Départements Haute-Saône. Nachdem die Einwohnerzahl in der ersten Hälfte des 20. Jahrhunderts deutlich abgenommen hatte (1911 wurden noch 125 Personen gezählt), wurde seit Beginn der 1980er Jahre wieder ein Bevölkerungswachstum verzeichnet.

## Wirtschaft und Infrastruktur
Vilory ist noch heute ein vorwiegend durch die Landwirtschaft (Ackerbau, Obstbau und Viehzucht) und die Forstwirtschaft geprägtes Dorf. Außerhalb des primären Sektors gibt es nur wenige Arbeitsplätze im Ort. Einige Erwerbstätige sind deshalb Wegpendler, die in den größeren Ortschaften der Umgebung ihrer Arbeit nachgehen.
Der Ort liegt abseits der größeren Durchgangsachsen an einer Départementsstraße, die von Varogne nach Mailleroncourt-Charette führt. Weitere Straßenverbindungen bestehen mit Neurey-en-Vaux und La Villeneuve.